# Chiến tranh Đế quốc Khmer – Chăm Pa

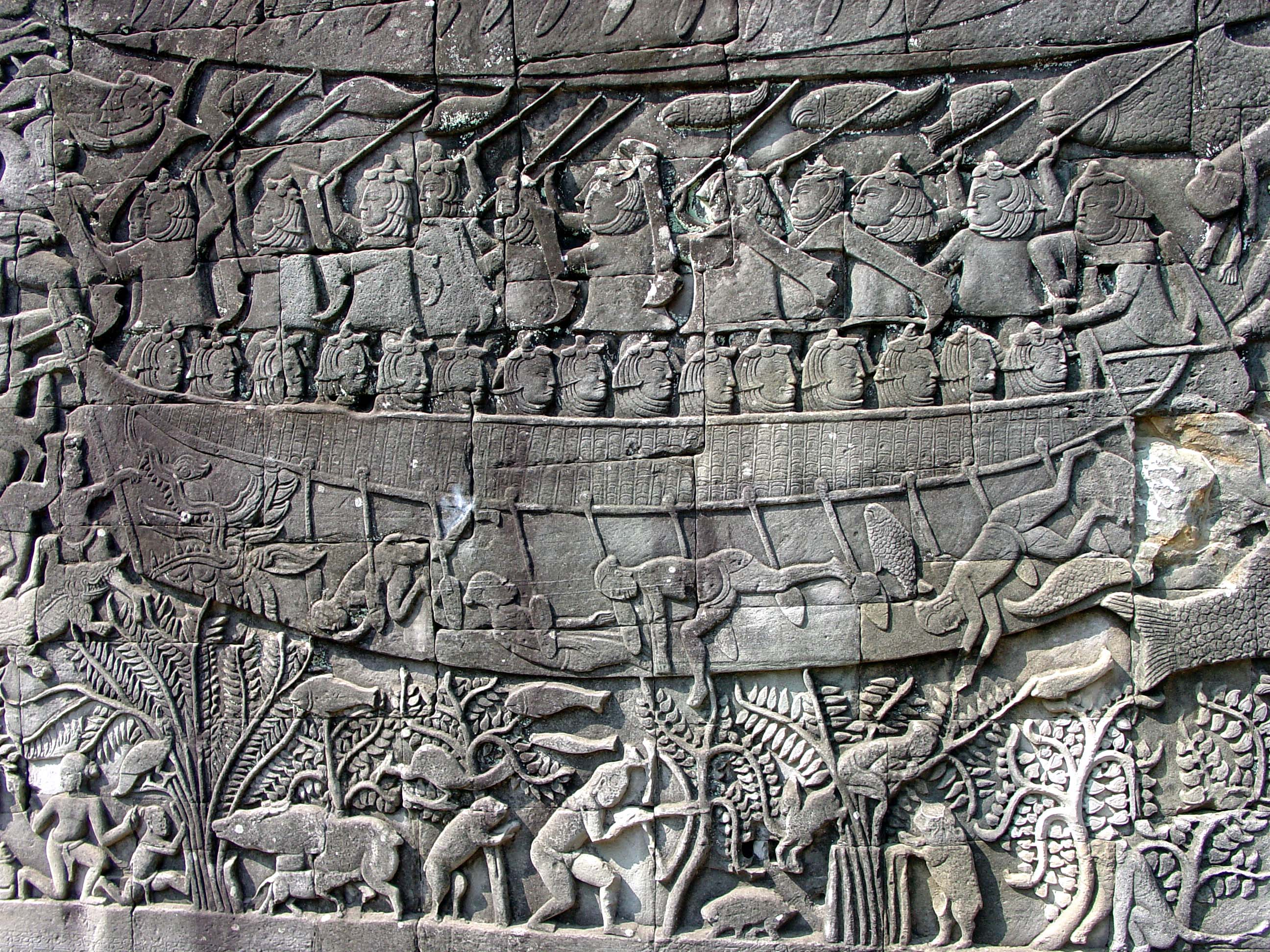
Hình ảnh mô tả trận thủy chiến Tonlé Sap giữa người Chăm và người Khmer trên phù điêu Bayon

Chiến tranh Đế quốc Khmer – Chăm Pa là một loạt các cuộc xung đột giữa Đế quốc Khmer và Vương quốc Champa kéo dài từ giữa thế kỷ thứ 10 đến đầu thế kỷ thứ 13. Cuộc đụng độ đầu tiên bắt đầu vào năm 950 khi quân đội Khmer cướp phá tiểu quốc Kauthara của người Chăm. Căng thẳng giữa Đế quốc Khmer và Champa lên đến đỉnh điểm vào giữa thế kỷ thứ 12 khi cả hai đã triển khai quân đội dã chiến và tiến hành các cuộc chiến tranh tàn khốc. Đế quốc Khmer do dưới áp lực ngày càng gia tăng từ Champa đã rút lui khỏi việc chiếm đóng Champa vào năm 1220 và kể từ đây cuộc xung đột giữa đế quốc Khmer và vương quốc Champa mới chính thức kết thúc.

## Các cuộc đụng độ trong lịch sử

### Đế quốc Khmer xấm chiếm Kauthara (950)
Khoảng năm 950, quân đội Khmer dưới quyền quốc vương là Rajendravarman II đã từ Angkor băng qua rừng, cướp phá đền Po Nagar ở Kauthara (Nha Trang ngày nay) và mang đi bức tượng vàng Bhagavati trong đền. Dù vậy, kết quả của cuộc xâm lược này vẫn là một thất bại đẫm máu dành cho quân Khmer. Năm 965, Vua Chăm là Jaya Indravaman I đã khôi phục lại ngôi đền và xây dựng lại bức tượng nữ thần để thay thế bức tượng bị người Khmer đánh cắp.

### Đế quốc Khmer xâm lược Bắc Chiêm Thành (1074-1080)
Năm 1074, Harivarman IV lên ngôi vua Champa. Ông có quan hệ chặt chẽ với nhà Tống của Trung Quốc và đã giảng hòa với Đại Việt, nhưng lại thể hiện sự thù địch với Đế chế Khmer. Năm 1080, quân đội Khmer đã tấn công tiểu quốc Vijaya và các tiểu quốc khác ở miền bắc Champa. Các đền thờ và tu viện đã bị cướp phá và các kho báu đã bị mang đi. Sau nhiều hỗn loạn, quân đội Chăm dưới quyền Vua Harivarman IV đã có thể đánh bại người Khmer và khôi phục lại kinh đô Vijaya và các ngôi đền. Sau đó, lực lượng đột kích của Vua Champa Harivarman IV đã phát động một cuộc phản công xâm nhập vào lãnh thổ đế quốc Khmer tới tận Sambor và sông Mekong và họ đã phá hủy tất cả các thánh địa tôn giáo nơi đó.

### Các cuộc chiến tranh của vua Khmer Suryavarman II (1128–1150)
Sau một nỗ lực không thành công nhằm chiếm các cảng biển ở miền Nam Đại Việt, Vua Khmer Suryavarman quay sang xâm lược Champa vào năm 1145 và cướp phá Vijaya, chấm dứt triều đại của vua Chăm Jaya Indravarman III và phá hủy các đền thờ ở Mỹ Sơn. Vào năm 1147, khi một hoàng tử đến từ Panduranga tên là Sivänandana lên ngôi vua Champa với niên hiệu là Jaya Harivarman I, vua Khmer Suryavarman sau đó đã phái một đội quân gồm người Khmer và cả những người Chăm đào tẩu dưới sự chỉ huy của Sankara để tấn công chính quyền của vua Champa Jaya Harivarman I, nhưng kết quả là bị đánh bại trong trận Räjapura năm 1148. Một đội quân Khmer khác cũng phải chịu chung số phận khi thất bại trong các trận đánh ở Virapura (phía nam Phan Rang ngày nay).
Không thể khuất phục được người Chăm, vua Khmer Suryavarman đã bổ nhiệm Hoàng tử Harideva, một hoàng thân Chăm gốc Campuchia, làm vua bù nhìn của Champa tại Vijaya. Năm 1149, Jaya Harivarman I hành quân ra bắc đánh Vijaya, bao vây kinh đô Chà Bàn và đánh bại quân đội của vua bù nhìn là Harideva, sau đó xử tử Harideva cùng với quân đội Campuchia và tất cả các quan chức có liên quan, do đó chấm dứt sự chiếm đóng của vua Khmer Suryavarman ở miền bắc Champa. Sau đó vua Chăm Jaya Harivarman I đã thống nhất lại vương quốc Champa. Một người mạo danh vua tên là Vamsaraja đã tấn công Jaya Harivarman I bằng quân đội ở vùng cao (Tây Nguyên Việt Nam ngày nay) nhưng đã bại trận và phải chạy trốn sang Đại Việt. Sau đó, Vamsaraja tiếp tục bị Jaya Harivarman I đánh bại và bị giết chết trong trận chiến ở thành địa Mỹ Sơn năm 1150.

### Người Chăm tiến đánh Angkor (1170, 1177–1181)
Sau khi giảng hòa với Đại Việt vào năm 1170, lực lượng Chăm dưới quyền vua Champa Jaya Indravarman IV đã xâm lược Đế chế Khmer trên bộ nhưng không rõ kết quả. Tiếp tục vào năm 1177, quân đội của vua Chăm Jaya Indravarman IV đã phát động một cuộc tấn công bất ngờ vào kinh đô Yasodharapura (tức Angkor) của người Khmer thông qua các tàu chiến đã được bố trí dọc theo sông Mekong đến hồ lớn Tonlé Sap và giết chết vua Khmer Tribhuvanadityavarman. Nỏ và cung được du nhập vào Chăm Pa từ thời nhà Tống vào năm 1171, và được người Chăm sử dụng cùng với voi chiến. Những vũ khí này được người Chăm triển khai trong cuộc bao vây kinh thành Angkor và kết quả là người Chăm chiếm đóng Campuchia trong vòng bốn năm.
Đế chế Khmer đang trên bờ vực sụp đổ, vua Khmer là Jayavarman VII từ phía bắc đã tập hợp một đội quân để chiến đấu với quân xâm lược Champa. Quân đội của ông đã giành được một loạt chiến thắng chưa từng có trước người Chăm, và đến năm 1181 sau khi giành chiến thắng trong một trận hải chiến quyết định, Jayavarman đã giải cứu được đế quốc Khmer và tiến hành trục xuất người Chăm ra khỏi lãnh thổ.

### Cuộc chinh phục Champa của vua Khmer Jayavarman VII (1190–1203)
Năm 1190, vua Khmer Jayavarman VII bổ nhiệm một hoàng tử Chăm tên là Vidyanandana, người đã đào tẩu sang phe Jayavarman vào năm 1182 và từng được đào tạo tại Angkor để lãnh đạo quân đội Khmer. Trong chiến dịch này, Vidyanandana đã đánh bại quân đội Chăm, tiến hành đánh chiếm Vijaya và bắt giữ vua Champa Jaya Indravarman IV, người mà sau đó bị ông ta gửi trở lại Angkor làm tù nhân. Lấy danh hiệu Shri Suryavarmadeva (hay Suryavarman), Vidyanandana tự xưng là vua của xứ Panduranga, nơi hiện đang là chư hầu của người Khmer. Ông phong Hoàng tử In, anh rể của vua Khmer Jayavarman VII, làm "Vua Suryajayavarmadeva ở xứ Vijaya" (hay Suryajayavarman). Năm 1191, một cuộc nổi dậy ở Vijaya đã khiến Suryajayavarman phải trở lại Campuchia. Sau đó, Vidyanandana, được hỗ trợ bởi vua Khmer Jayavarman VII, đã tái chiếm Vijaya, giết chết cả vua Champa Jaya Indravarman IV và Jaya Indravarman V, và trị vì mà không có bất kì sự phản kháng nào đến từ người dân vương quốc Champa. Tuy vậy, trong khoảng thời gian cai trị Champa của Vidyanandana, việc ông tuyên bố bản thân mình đã không còn chịu sự chi phối của quốc vương Khmer Jayavarman VII, cùng với đó là những hành động chống lại những nỗ lực của đế quốc Khmer nhằm lật đổ ông, đã khiến vua Khmer Jayavarman VII liên tục phát động nhiều cuộc xâm lược Champa nhằm đáp trả vào các năm 1192, 1195, 1198–1199, 1201–1203 và cuối cùng vua Chăm Vidyanandana đã bị đánh bại và bị trục xuất khỏi Champa, sau đó ông tìm nơi ẩn náu tại Cửa Lò, nhưng đã rời đi bằng đường biển và biến mất mà không để lại một dấu vết nào.
Sau khi cuộc chinh phục Champa của quân đội Khmer thành công vào năm 1203,họ đã biến Champa trở thành một chư hầu của đế quốc Khmer. Từ năm 1203 đến 1220, Champa bị cai trị bởi một chính quyền bù nhìn do ong Dhanapatigräma đứng đầu và sau này là hoàng tử Angsaräja, cháu trai của vua Chăm Jaya Harivarman I. Sau khi quân đội Khmer suy yếu và do áp lực đến từ người Chăm, người Khmer đã rút quân khỏi Champa vào năm 1220, Angsaräja đã nắm quyền điều hành chính phủ Champa một cách hòa bình, tự xưng là Jaya Paramesvaravarman II và khôi phục nền độc lập của Champa.